# Ouides
Ouides é uma comuna francesa na região administrativa de Auvérnia-Ródano-Alpes, no departamento de Alto Loire. Estende-se por uma área de 10,86 km². Em 2010 a comuna tinha 57 habitantes (densidade: 5,2 hab./km²).